# Ocicat

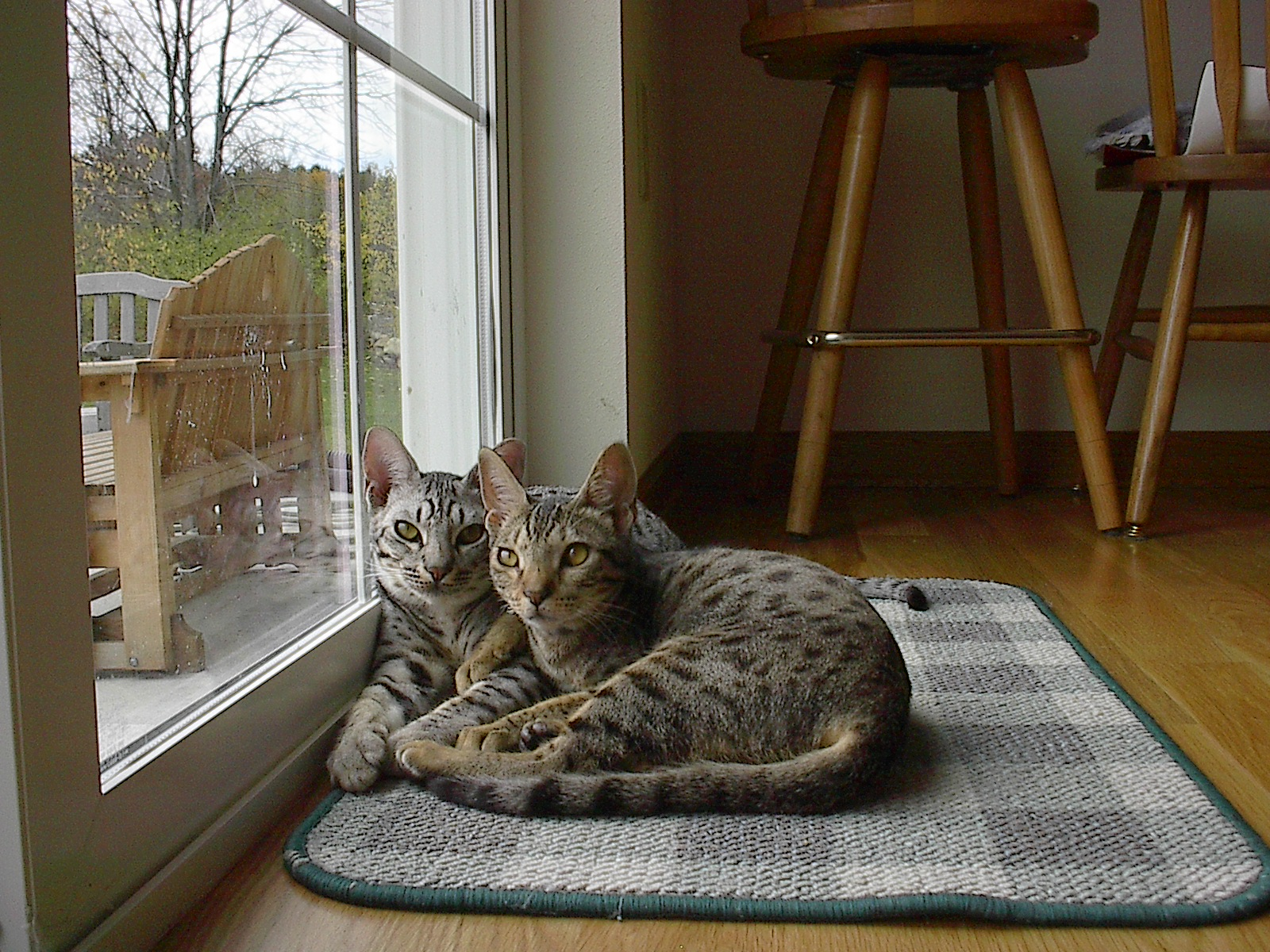
Un gato ocicat.

El ocicat u ocigato es una raza de gato proveniente de Estados Unidos. Su nombre proviene de la contracción de las palabras inglesas ocelot (ocelote) y cat (gato), dado que el mismo posee una capa moteada tal como si fuera una fiera salvaje en escala. En 1964, una criadora estadounidense cruzó una gata mestiza Siamés-Abisinio con un Siamés punto de chocolate para conseguir siameses tabby point. Un macho de la camada poseía una capa de color marfil con manchas doradas, pero lamentablemente fue castrado.
Otros criadores al conocer el resultado hicieron cruzas entre abisinios, siameses, orientales manchados, mau egipcios y American shorthair hasta llegar a la morfología actual del Ocicat. En 1988 fue autorizada la raza oficialmente, la misma es muy popular en Estados Unidos pero muy rara en Europa. En la actualidad los cruces con abisinios están prohibidos.

## Descripción

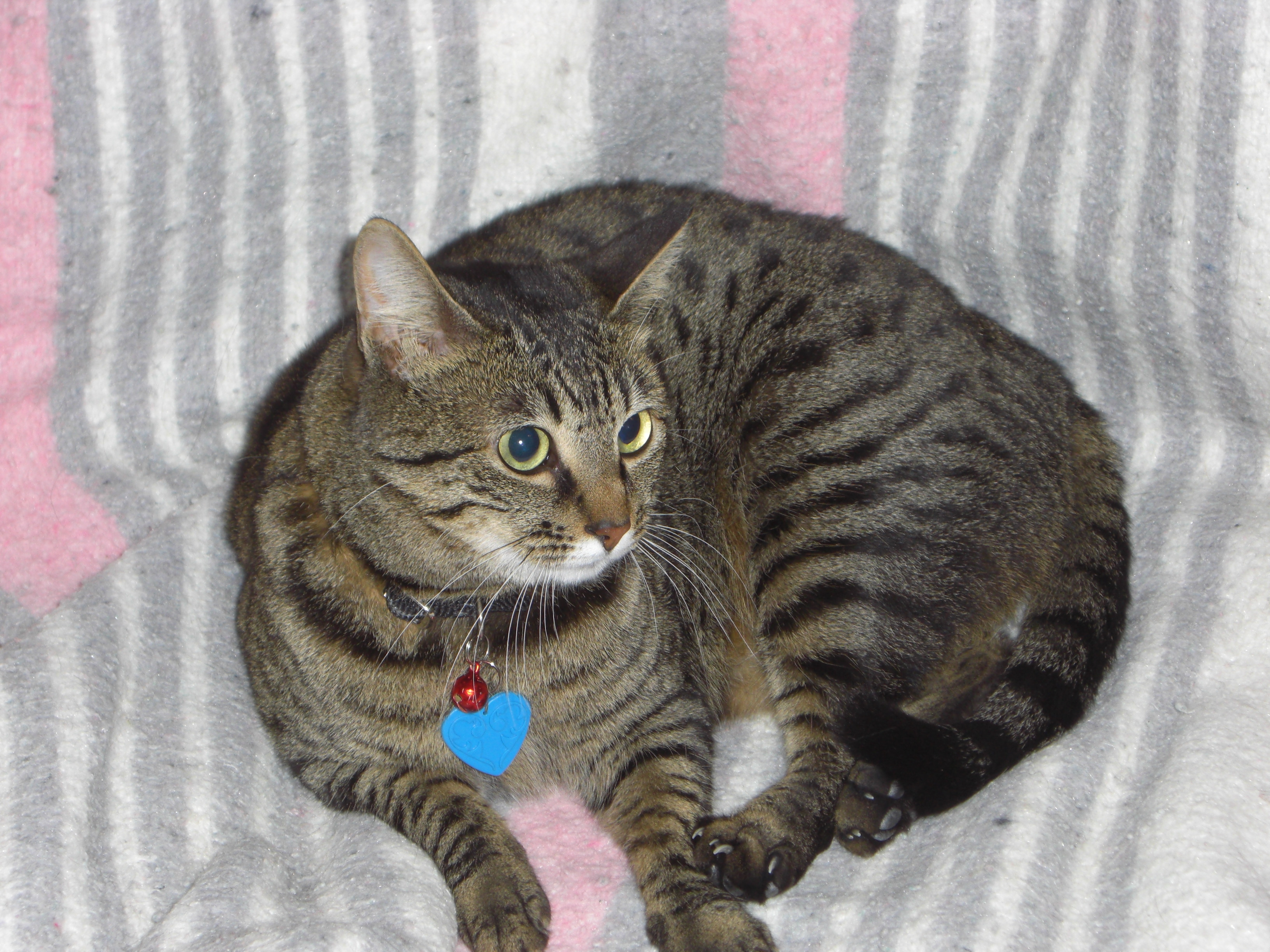
Gata de raza ocicat.

Fuerte, musculoso y de apariencia salvaje con un peso aproximado de entre 2 y 6 kg. Su cabeza es ligeramente triangular de contornos redondeados, el hocico es ancho y cuadrado y la nariz prominente. Las orejas son moderadamente grandes donde se aprecian los pinceles de lince. Ojos grandes, almendrados ligeramente oblicuos, todos los colores están permitidos salvo el azul si no tiene relación con el pelaje Ej. Colour point. De cuello arqueado, cuerpo grande, fuerte y largo, pecho ancho, osamenta y musculatura bien desarrollada.
Patas de longitud mediana y musculosas, pies compactos y ovalados, cola bastante larga, afinada hacia la punta. Pelaje corto pero lo suficientemente denso para contener varias capas de color, pelo fino, liso y medianamente brillante. Colores reconocidos: spotted tabby (moteado): marrón, chocolate, lila, azul, canela y corso; estos colores existen también en las variedades Silver (plateados) los mismos deben estar bien definidos; la coloración más clara siempre debe estar en el mentón y el maxilar inferior, las motas deben estar bien marcadas siendo su tonalidad más oscura en la cara, patas y cola. Cruces autorizados con otras razas: ninguno.

## Carácter
Muy activo, curioso, medianamente torpe y juguetón. A pesar de su aspecto de pequeña fiera es muy sociable y afectuoso con su dueño, dominante con sus congéneres. Su pelaje es fácil de mantenimiento, basta con un cepillado de forma regular.